# Вили Вимер
Вили Вимер рођен 18. маја 1943. године, у Менхенгладбах) је немачки политичар. Завршио је право и члан је партије ЦДУ од 1959. године. Био је члан немачког Бундестага од 1976. до 2009. бавио се превасходно спољном и безбедоносном политиком. Од 1985. до 1988. био је портпарол одбрамбене политике посланичке групе ЦДУ / ЦСУ и од 1988. до 1992. парламентарни државни секретар у Министарству одбране. Вимер је био потпредседник парламентарне скупштине ОЕБС-а од 1994. до 2000. године.

## Биографија

### Образовање
По завршетку средње школе у Менхенгладбаху, Вимер је студирао Правни факултет на Универзитету у Келну и на Универзитету у Бону Фридрих Вилхелм, смер судска пракса. Након првог државног испита из права и правне службе, положио је други државни испит и од 1977. године ради као адвокат у Менхенгладбаху, покрајина Северна Рајна-Вестфалија.

## Политичка каријера
Вимер се придружио политичкој странци (ЦДУ) 1959. године, у почетку је био укључен у Јунге Унион као члан регионалног одбора Рајнланд и председник окружног удружења Доња Рајна. Од 1986. до 2000. Вимер је био председник окружног удружења (ЦДУ) Доња Рајна, од тада је почасни председник.
У спајању блоковске странке Источни ЦДУ са Западним ЦДУ, Вимер је одиграо одлучујућу улогу. Састанак Томаса де Мазијера са Вимером 27. јануара 1990. у Нојсу „погодио је кућу Аденауера попут бомбе“. Вимер је намеравао да изврши додатни притисак на Хелмута Кола. Мазијер је нагласио Вимеру да је подршка савезне ЦДУ била пресудна за предизборну кампању источне ЦДУ. Вимер је требало да посредује у разговору двојице председавајућих које је западни ЦДУ до тада избегавао. Мазијер је већ био позван на конференцију за штампу након разговора, на којој је желео да неуспех преговора између две стране објави јавним. „Вимер је морао да глуми и позвао је Кола. Нешто касније ово је постао изборни савез Алијансе за Немачку, која је победила 18. марта 1990. на изборима за Народну скупштину у ДДР-у и отворила пут немачком јединству. Ово је била прва сарадња, а затим спајање два ЦДУ-а.

## Политичка гледишта

### Рат на Косову и Метохији
Вимер је 1999. године, био против војног учешћа Немачке у рату на Косову и Метохији. Вимер је говорио о „агресорском рату“ и посебно оптужио министра спољних послова Јошку Фишера и министра одбране Рудолфа Шарпинга за озбиљне манипулације.
Влада Герхарда Шредера није могла да делује због притиска који су извршиле Сједињене Америчке Државе и обавеза које је преузела од претходне владе. НАТО никада не би донео одлуку да крене у рат да је Хелмут Кол тада био савезни канцелар. Поред тога, Вимер је оптужио руководство НАТО-а да је на силу приморао Савезну Републику Југославију да уђе у међународне преговоре у Рамбујеу, кршећи Бечку конвенцију, како би спровео „НАТО диктат“ марширањем кроз Југославију. Према Вимеру, преговори у Рамбујеу и масакри у случају Рачак, били су само изговор за рат који је уследио неколико недеља касније бомбардовањем Београда. Вимер је на то питање гледао као кршење људских права и подривање међународног права од стране западне НАТО алијансе.

### Рат у Ираку
Непосредно пред почетак рата у Ираку, на позив багдадског нунција и уз знање и сагласност папе Јована Павла II, отишао је у незваничну посету Ираку. Вимер је изјавио: 
„Ако се норме Уједињених нација више не поштују, то значи уроњење у еру владавине јаких, у ново варварство“.— Вили Вимер
 Био је један од пет дисидената, парламентараца из ЦДУ који су осудили подршку америчкој политици у Ираку и у створеној конфронтацији видели предуслове за појаву глобалног сукоба. Заједно са Петер Гаувајлером, Вимер је 18. јула 2016. године написао отворено писмо Ангели Меркел у којем се од ње тражи изношење става. Према писму, разлог је био њено ђутање о извештају Чилкотове комисије, која је открила механизам бивше владе Тонија Блера и увлачења Велике Британије у рат у Ираку. Будући да се раније Меркел, противила влади Шредера и подржавала учешће Немачке у рату у Ираку у коалицији вољних. И указивала на међународне обавезе Немачке да заштити слободу и људска права војним мерама. „Сада Ми Немци имамо посебну обавезу да у потпуности испунимо своје нове одговорности. То такође изричито укључује учешће у војним операцијама за одбрану слободе и људских права, успостављање стабилности и сигурности“. Оценила је, неучествовање тадашњег канцелара Герхарда Шредера као „погрешан пут“. У писму се Ангела Меркел позива да промени њену оцену.